# Marco Barbarigo
Marco Barbarigo, född 1413, död 1486, var en venetiansk doge. Han var regerande doge av Venedig 1485–1486.